# 395141 Cesarmanrique
395141 Cesarmanrique este o planetă minoră (asteroid) din centura de asteroizi. A fost descoperită pe 4 februarie 2010 la  de  și a fost numită după César Manrique. 
Obiectul prezintă o orbită caracterizată de o semiaxă mare de 2,3579606194828 UAi, o excentricitate de 0,16336921972129, o înclinație de 6,3706003406114 ° în raport cu ecliptica.